# Klaas Bossenbroek

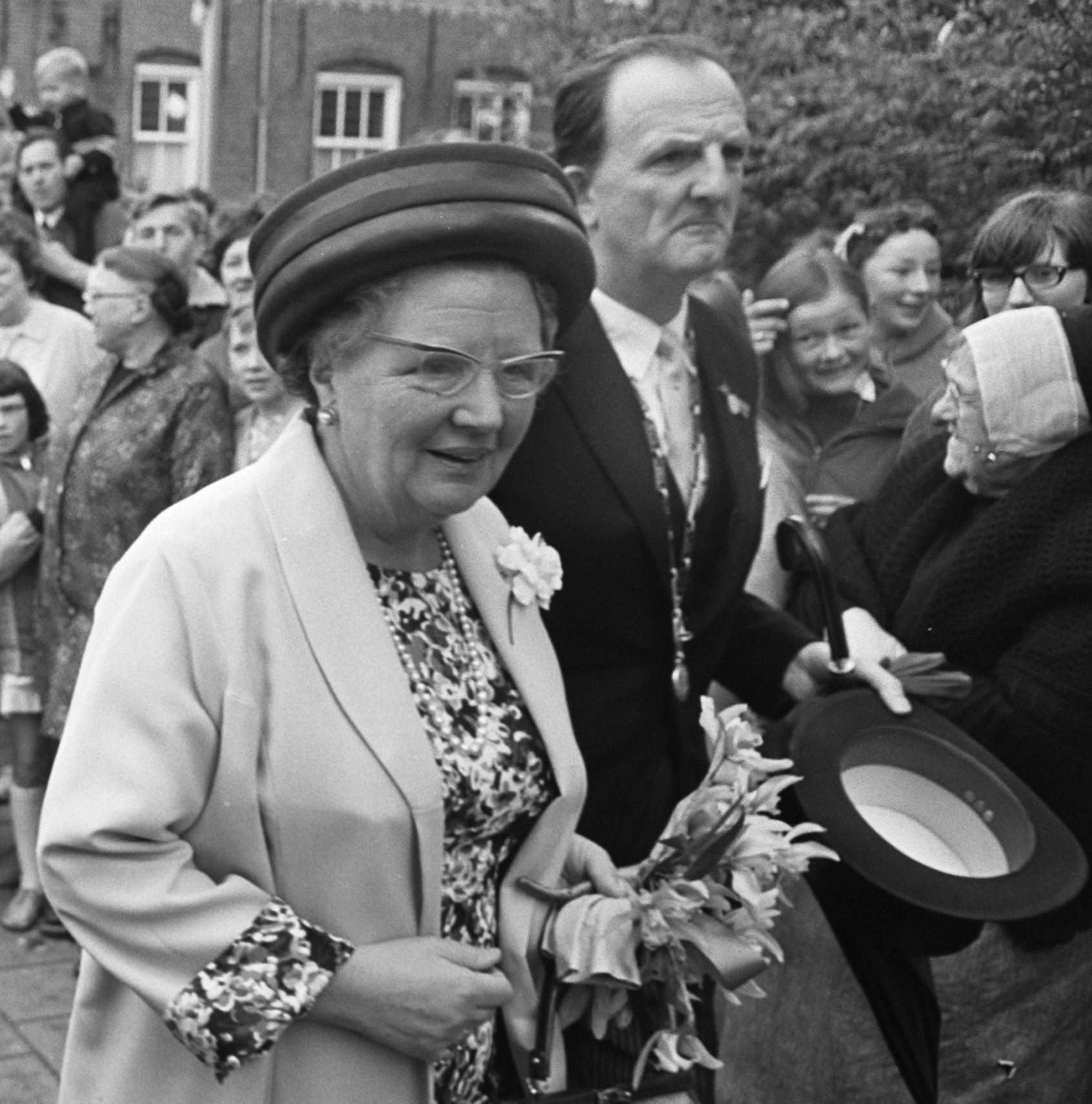
Koningin Juliana en burgemeester K. Bossenbroek (1968)

Klaas Bossenbroek (Amsterdam, 9 november 1915 – Hardenberg, 23 mei 2001) was een Nederlands politicus van de ARP en later het CDA.
Een deel van zijn jeugd bracht hij door in Zuilen dat toen nog een zelfstandige gemeente was. Toen hij ongeveer 8 jaar was verhuisde het gezin naar zijn geboorteplaats Amsterdam. In 1934 haalde hij zijn akte voor onderwijzer en hij stond, met onderbreking in de Tweede Wereldoorlog, tot 1956 voor de klas. Hij ging toen werken bij de Stichting maatschappelijk werk op Gereformeerde grondslag; later beter bekend als de Prof. Lindeboom Stichting. Bossenbroek was daar de directeur voor hij in april 1963 benoemd werd tot burgemeester van Urk. In januari 1974 volgde zijn benoeming tot burgemeester van Genemuiden wat hij tot zijn pensionering in december 1980 zou blijven. Vanaf november 1981 was hij nog meer dan een jaar waarnemend burgemeester van Gramsbergen. Bossenbroek overleed in 2001 op 85-jarige leeftijd.